# 纸厂乡 (会泽县)
纸厂乡，是中华人民共和国云南省曲靖市会泽县下辖的一个乡镇级行政单位。

## 行政区划
纸厂乡下辖以下地区：
罗别古村、小路沟村、纸厂村、鄢家村、灯草塘村、浑水塘村、大石板村、龙家村和江边村。